# Верхнее Чесночное
Ве́рхнее Чесно́чное — деревня Верхнечесноченского сельсовета Воловского района Липецкой области.

## История и название
Известно с середины XIX в. По сведениям 1866 г., деревня владельческая Чесночная Верхняя, при ручье Чесночном, 13 дворов. Ручей, давший имя селу, получил название от понятия «забивать чеснок». Для охраны южных окраин Русского государства в XVII в. на дне мелких речек забивался «чеснок» — заостренные сверху колья. Делалось это как препятствие на пути татарской конницы.
В 1978 году в состав включена деревня Ветровка.

## Население
| 2010 | 2012 |
| ---- | ---- |
| 106  | ↘102 |